# Sainte-Orse
Sainte-Orse est une commune française située dans le département de la Dordogne, en région Nouvelle-Aquitaine.

## Géographie

### Généralités
La commune de Sainte-Orse est traversée d'est en ouest par la Soue, un ruisseau affluent du Blâme et sous-affluent de l'Auvézère. Quatre moulins à farine et à huile de noix s’étiraient sur le cours du ruisseau (trois y subsistent encore).
Le bourg est situé, en distances orthodromiques, à huit kilomètres au nord de Thenon et autant au sud-ouest d'Hautefort, au croisement des routes départementales 67 et 70.

### Communes limitrophes
Sainte-Orse est limitrophe de neuf autres communes dont Saint-Rabier au sud-est sur environ 330 mètres. Au sud, son territoire est distant de 550 mètres de celui de Thenon.
| Chourgnac | Tourtoirac  | Hautefort Temple-Laguyon |
| Gabillou  | Sainte-Orse | Granges-d'Ans            |
| Ajat      | Azerat      | Saint-Rabier             |

### Géologie et relief

#### Géologie
Situé sur la plaque nord du Bassin aquitain et bordé à son extrémité nord-est par une frange du Massif central, le département de la Dordogne présente une grande diversité géologique. Les terrains sont disposés en profondeur en strates régulières, témoins d'une sédimentation sur cette ancienne plate-forme marine. Le département peut ainsi être découpé sur le plan géologique en quatre gradins différenciés selon leur âge géologique. Sainte-Orse est située dans le deuxième gradin à partir du nord-est, un plateau formé de roches calcaires très dures du Jurassique que la mer a déposées par sédimentation chimique carbonatée, en bancs épais et massifs.
Elle est dans le causse de Thenon, qui, avec le causse de Savignac et le causse de Cubjac, forme un ensemble de collines karstifiées dans les calcaires liasiques et jurassiques à l'est de Périgueux jusqu'à Excideuil et Thenon, d'environ 30 km N-S et 15 km O-E, coupé par les vallées de l'Isle, de l'Auvézère et de la Loue.
Les couches affleurantes sur le territoire communal sont constituées de formations superficielles du Quaternaire et de roches sédimentaires datant pour certaines du Cénozoïque, et pour d'autres du Mésozoïque. La formation la plus ancienne, notée l1-2b, date de l'Hettangien supérieur au Sinémurien, composée de calcaires dolomitiques à la base puis calcaires graveleux bioclastiques et oolithiques. La formation la plus récente, notée CFp, fait partie des formations superficielles de type colluvions indifférenciées de versant, de vallon et plateaux issues d'alluvions, molasses, altérites. Le descriptif de ces couches est détaillé dans  les feuilles « no 759 - Périgueux (est) » et « no 760 - Juillac » de la carte géologique au 1/50 000 de la France métropolitaine, et leurs notices associées,.

Carte géologique de Sainte-Orse.

#### Relief et paysages

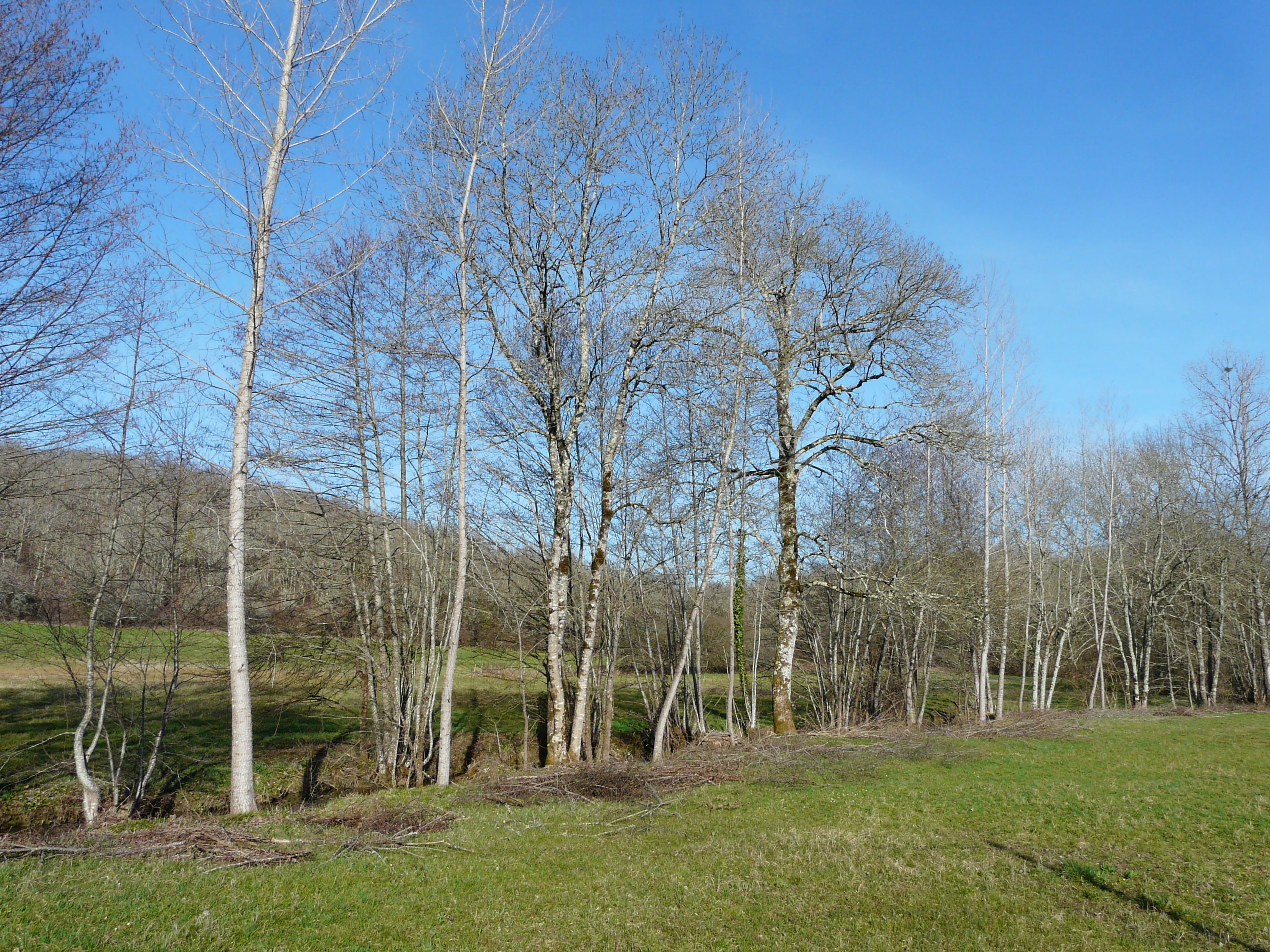
La vallée de la Soue en amont du pont de la RD 67.

Le département de la Dordogne se présente comme un vaste plateau incliné du nord-est (491 m, à la forêt de Vieillecour dans le Nontronnais, à Saint-Pierre-de-Frugie) au sud-ouest (2 m à Lamothe-Montravel). L'altitude du territoire communal varie quant à elle entre 163 mètres là où la Soue entre sur le territoire de Gabillou, près de Goursac Bas, et 292 mètres au lieu-dit Pey-Faure, près du hameau de l'Audonie.
Dans le cadre de la Convention européenne du paysage entrée en vigueur en France le 1er juillet 2006, renforcée par la loi du 8 août 2016 pour la reconquête de la biodiversité, de la nature et des paysages, un atlas des paysages de la Dordogne a été élaboré sous maîtrise d’ouvrage de l’État et publié en octobre 2020. Les paysages du département s'organisent en huit unités paysagères,. La commune fait partie du Périgord central, un paysage vallonné, aux horizons limités par de nombreux bois, plus ou moins denses, parsemés de prairies et de petits champs.
La superficie cadastrale de la commune publiée par l'Insee, qui sert de référence dans toutes les statistiques, est de 23,54 km2,,. La superficie géographique, issue de la BD Topo, composante du Référentiel à grande échelle produit par l'IGN, est quant à elle de 24,01 km2.

### Hydrographie

#### Réseau hydrographique
La commune est située dans le bassin de la Dordogne au sein du Bassin Adour-Garonne. Elle est drainée par la Soue et par divers petits cours d'eau, qui constituent un réseau hydrographique de plus de 8 km de longueur totale,.
La Soue, d'une longueur totale de 11,89 km, prend sa source dans la commune de Granges-d'Ans et se jette dans le Blâme en rive droite sur la commune de Brouchaud. Elle traverse la commune d'est en ouest sur près de cinq kilomètres.

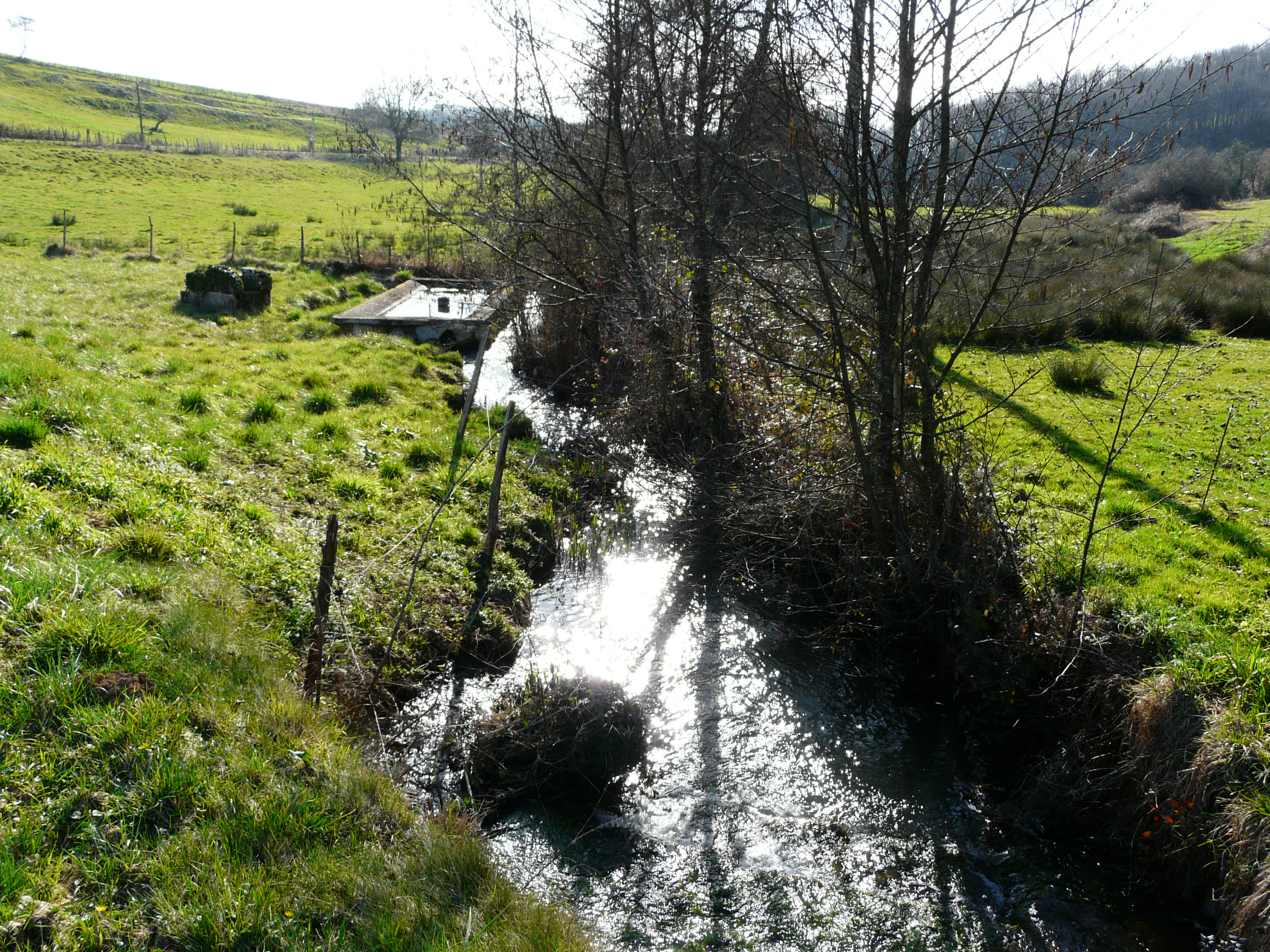
La Soue au lieu-dit le Maine.
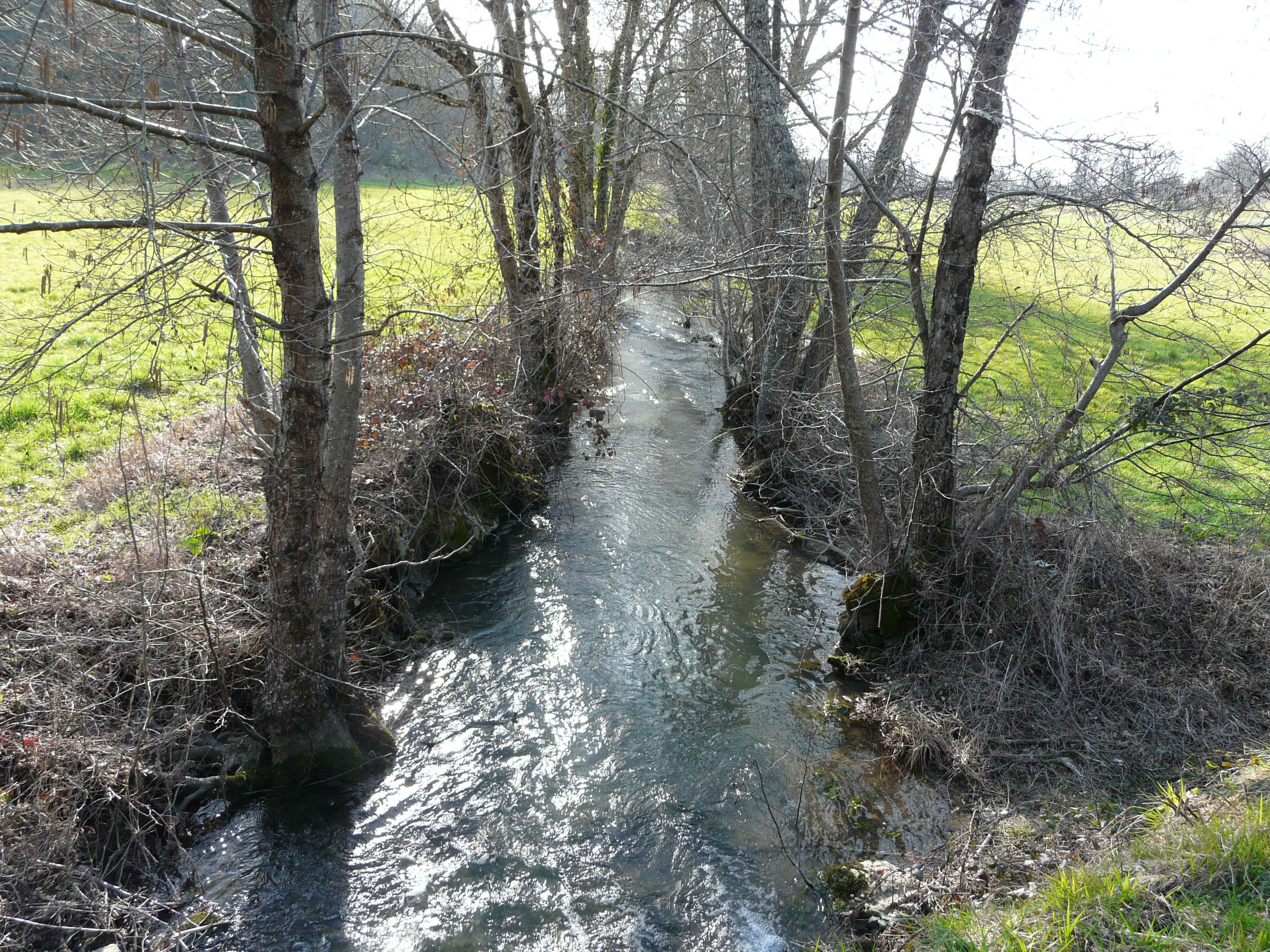
La Soue au pont de la RD 70.
Réseaux hydrographique et routier de Sainte-Orse.
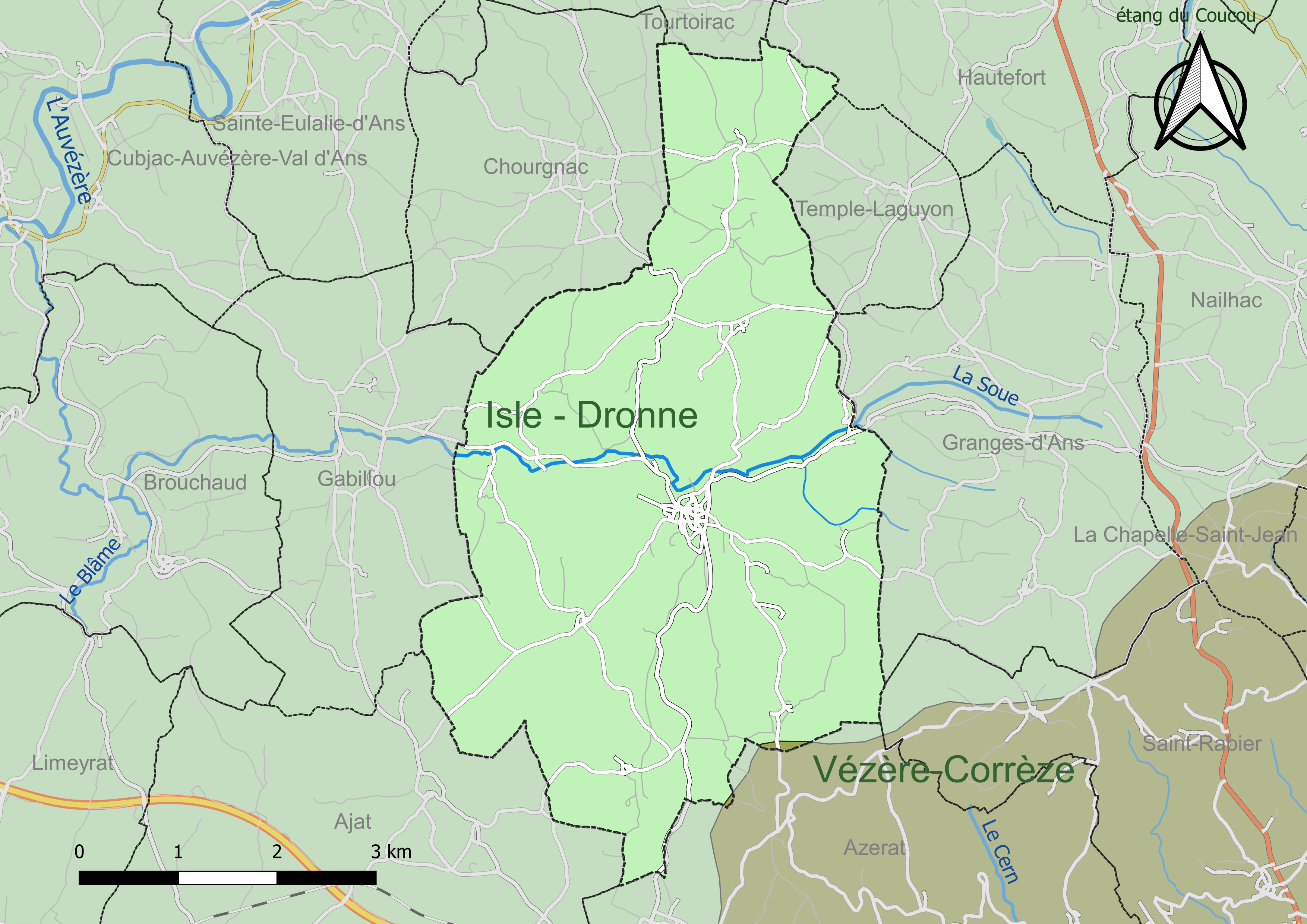
Carte des schémas d'aménagement et de gestion des eaux (SAGE) couvrant le territoire communal de Sainte-Orse.

#### Gestion et qualité des eaux
Le territoire communal est couvert par les schémas d'aménagement et de gestion des eaux (SAGE) « Isle - Dronne » et « Vézère-Corrèze ». Le SAGE « Isle - Dronne », dont le territoire regroupe les bassins versants de l'Isle et de la Dronne, d'une superficie de 7 500 km2, a été approuvé le 2 août 2021. La structure porteuse de l'élaboration et de la mise en œuvre est l'établissement public territorial de bassin de la Dordogne (EPIDOR). Le SAGE « Vézère-Corrèze », dont le territoire regroupe les bassins versants de la Vézère et de la Corrèze, d'une superficie de 3 730 km2 est en cours d'élaboration. La structure porteuse de l'élaboration et de la mise en œuvre est le conseil départemental de la Corrèze. Ils définissent chacun sur leur territoire les objectifs généraux d’utilisation, de mise en valeur et de protection quantitative et qualitative des ressources en eau superficielle et souterraine, en respect des objectifs de qualité définis dans le troisième SDAGE  du Bassin Adour-Garonne qui couvre la période 2022-2027, approuvé le 10 mars 2022.
La quasi-intégralité du territoire communal dépend du SAGE Isle - Dronne. Seule une infime zone au sud-est, au sud du lieu-dit Laudonie, limitrophe d'Azerat, est rattachée au SAGE Vézère-Corrèze.
La qualité des eaux de baignade et des cours d’eau peut être consultée sur un site dédié géré par les agences de l’eau et l’Agence française pour la biodiversité.

### Climat
Pour des articles plus généraux, voir Climat de la Nouvelle-Aquitaine et Climat de la Dordogne.
Historiquement, la commune est exposée à un climat océanique aquitain.  
En 2020, Météo-France publie une typologie des climats de la France métropolitaine dans laquelle la commune est exposée à un climat océanique altéré et est dans la région climatique  Ouest et nord-ouest du Massif Central, caractérisée par une pluviométrie annuelle de 900 à 1 500 mm, maximale en automne et en hiver.
Pour la période 1971-2000, la température annuelle moyenne est de 11,9 °C, avec  une amplitude thermique annuelle de 15,4 °C. Le cumul annuel moyen de précipitations est de 980 mm, avec 12,2 jours de précipitations en janvier et 7,3 jours en juillet. Pour la période 1991-2020, la température moyenne annuelle observée sur la station météorologique la plus proche, située sur la commune de Thenon à 7 km à vol d'oiseau, est de 12,9 °C et le cumul annuel moyen de précipitations est de 907,1 mm,. Pour l'avenir, les paramètres climatiques de la commune estimés pour 2050 selon différents scénarios d’émission de gaz à effet de serre sont consultables sur un site dédié publié par Météo-France en novembre 2022.

## Urbanisme

### Typologie
Au 1er janvier 2024, Sainte-Orse est catégorisée commune rurale à habitat très dispersé, selon la nouvelle grille communale de densité à 7 niveaux définie par l'Insee en 2022.
Elle est située hors unité urbaine et hors attraction des villes,.

### Occupation des sols
L'occupation des sols de la commune, telle qu'elle ressort de la base de données européenne d’occupation biophysique des sols Corine Land Cover (CLC), est marquée par l'importance des forêts et milieux semi-naturels (50,3 % en 2018), une proportion sensiblement équivalente à celle de 1990 (50,8 %). La répartition détaillée en 2018 est la suivante : 
forêts (50,3 %), zones agricoles hétérogènes (38,4 %), prairies (9,7 %), zones urbanisées (1,5 %). L'évolution de l’occupation des sols de la commune et de ses infrastructures peut être observée sur les différentes représentations cartographiques du territoire : la carte de Cassini (XVIIIe siècle), la carte d'état-major (1820-1866) et les cartes ou photos aériennes de l'IGN pour la période actuelle (1950 à aujourd'hui).

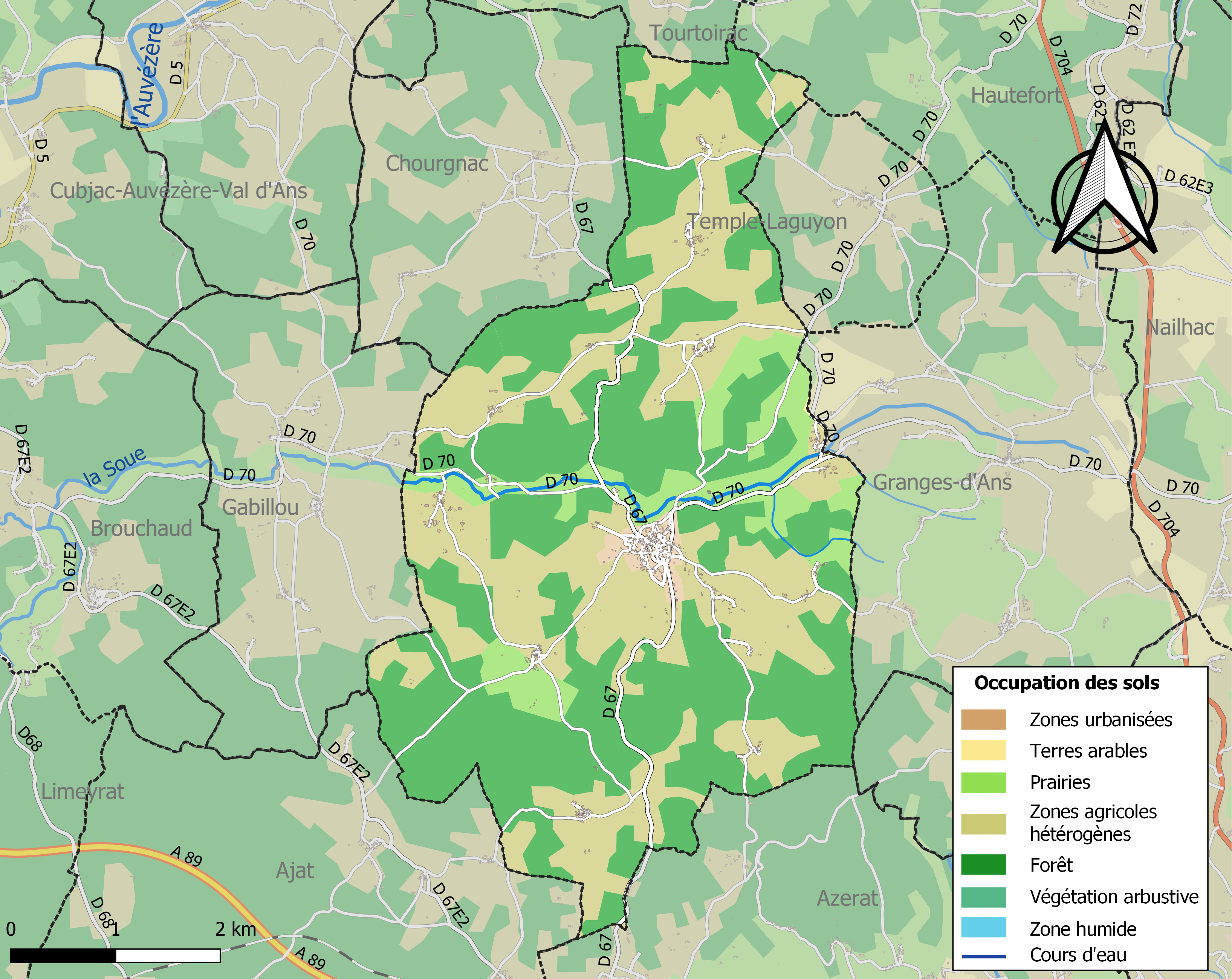
Carte des infrastructures et de l'occupation des sols de la commune en 2018 (CLC).

### Prévention des risques
Le territoire de la commune de Sainte-Orse est vulnérable à différents aléas naturels : météorologiques (tempête, orage, neige, grand froid, canicule ou sécheresse), feux de forêts, mouvements de terrains et séisme (sismicité très faible). Un site publié par le BRGM permet d'évaluer simplement et rapidement les risques d'un bien localisé soit par son adresse soit par le numéro de sa parcelle.
Sainte-Orse est exposée au risque de feu de forêt. L’arrêté préfectoral du 14 mars 2013 fixe les conditions de pratique des incinérations et de brûlage dans un objectif de réduire le risque de départs d’incendie. À ce titre, des périodes sont déterminées : interdiction totale du 15 février au 15 mai et du 15 juin au 15 octobre, utilisation réglementée du 16 mai au 14 juin et du 16 octobre au 14 février. En septembre 2020, un plan inter-départemental de protection des forêts contre les incendies (PidPFCI) a été adopté pour la période 2019-2029,.

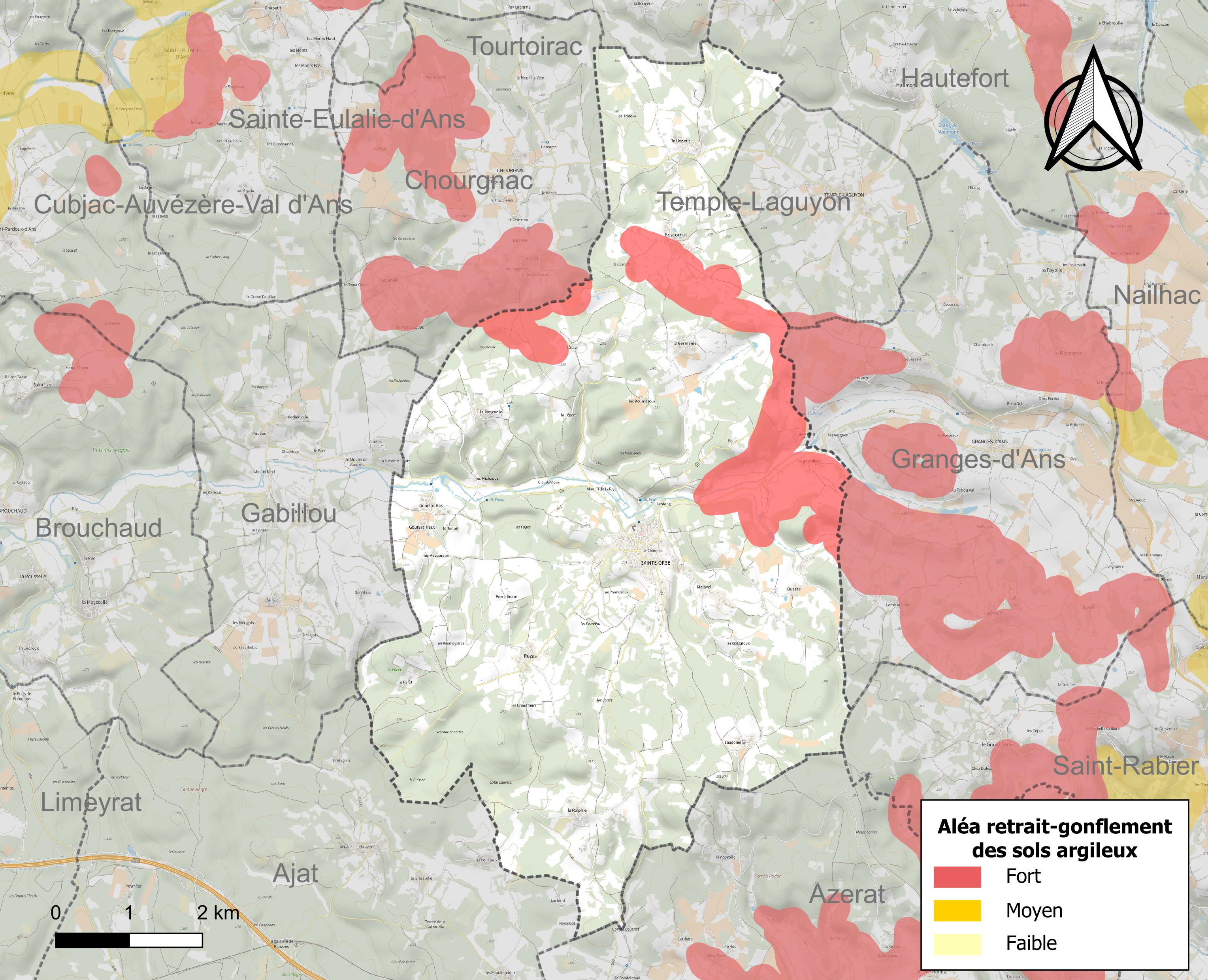
Carte des zones d'aléa retrait-gonflement des sols argileux de Sainte-Orse.

Les mouvements de terrains susceptibles de se produire sur la commune sont des tassements différentiels. Le retrait-gonflement des sols argileux est susceptible d'engendrer des dommages importants aux bâtiments en cas d’alternance de périodes de sécheresse et de pluie. 10 % de la superficie communale est en aléa moyen ou fort (58,6 % au niveau départemental et 48,5 % au niveau national métropolitain). Depuis le 1er octobre 2020, en application de la loi ÉLAN, différentes contraintes s'imposent aux vendeurs, maîtres d'ouvrages ou constructeurs de biens situés dans une zone classée en aléa moyen ou fort,.
La commune a été reconnue en état de catastrophe naturelle au titre des dommages causés par les inondations et coulées de boue survenues en 1982, 1988, 1999 et 2008, par la sécheresse en 1989, 1992, 1995 et 2011 et par des mouvements de terrain en 1999.

## Toponymie
Le nom de la commune fait référence à saint Ours, abbé de Loches au VIe siècle.
En occitan, la commune porte le nom de Senta Orsa.
De nombreux toponymes rappellent les origines occitanes des lieux-dits : l'Audonie, Boscornut, la Bourrelière, Bussac, les Chauffours, les Clauds, Faugeyrollas, la Germenie, Goursat, les Grézaloux, les Lacs, la Légère, Lestang, le Maine, Malaval, les Mazouraux, les Ménissoux, la Meyronie, les Michauds, Pamis, Pelle, Peyre-Brune, la Rolphie, Rosas, Taillepetit, le Terrail, Torte-Savate, les Tramizeaux, les Tridoux, la Tuilière, Turelure, les Vidailles, etc.

## Histoire
La première mention écrite connue du nom de l'église du village, Sancta Ursa remonte à l'an 1072.
Sur la carte de Cassini représentant la France entre 1756 et 1789, le village est identifié sous le nom de Saint Orse, dont la forme masculine est plus conforme à la logique que Sainte-Orse, puisque l'origine provient du nom de l'église : Saint-Ours.
La commune porta, au cours de la période révolutionnaire de la Convention nationale (1792-1795), le nom d'Orse-le-Pierreux.
Aux XVIIIe et XIXe siècles, Saint-Orse fut un des principaux centres d'extraction du minerai de fer nécessaire à la production de canons dans les fonderies avoisinantes (par exemple La Forge d'Ans, point de départ de la route des canons).
Pendant la seconde guerre mondiale, la commune accueillit près de 300 réfugiés provenant d'Alsace-Lorraine dont 72 juifs. Le 1er avril 1944, en représailles à d'importants mouvements de Résistance, la division Brehmer procéda à l'arrestation de nombreux juifs : neuf furent fusillés sur place et dix-neuf furent déportés à Auschwitz où dix-sept d'entre eux furent exterminés. Cependant, grâce à l'appui de la population, de nombreuses familles échappèrent à la mort. Plusieurs Saint-Orsais reçurent en 2005 la médaille de « Juste parmi les nations ».

## Politique et administration

### Rattachements administratifs et électoraux
La commune de Sainte-Orse a, dès 1790, été rattachée au canton d'Orse qui dépendait du district d'Excideuil jusqu'en 1795, date de suppression des districts. En 1801, le canton d'Orse est supprimé et la commune est alors rattachée au canton de Thenon, lui-même dépendant de l'arrondissement de Périgueux.
Dans le cadre de la réforme de 2014 définie par le décret du 21 février 2014, le canton de Thenon disparaît aux élections départementales de mars 2015. La commune est alors rattachée électoralement au canton du Haut-Périgord Noir.
En 2017, Sainte-Orse est rattachée à l'arrondissement de Sarlat-la-Canéda,.

### Intercommunalité
Au 1er janvier 2003, Sainte-Orse intègre dès sa création la communauté de communes Causses et Vézère. Celle-ci disparaît le 31 décembre 2013, remplacée au 1er janvier 2014 par une nouvelle intercommunalité élargie, la communauté de communes du Terrassonnais en Périgord noir Thenon Hautefort, renommée communauté de communes Terrassonnais Haut Périgord Noir en octobre 2021.

### Administration municipale
La population de la commune étant comprise entre 100 et 499 habitants au recensement de 2017, onze conseillers municipaux ont été élus en 2020,.

### Liste des maires
| Période      | Période        | Identité                           | Étiquette                     | Qualité                                                         |
| ------------ | -------------- | ---------------------------------- | ----------------------------- | --------------------------------------------------------------- |
| avant 1789   | 1790           | Jean-Baptiste Aubarbier            |                               | Syndic de paroisse Commerçant-tanneur                           |
| 1790         | 1793           | Léonard Laudonie Jouffre de Lafaye |                               | Juge de paix au bourg                                           |
| 1793         | 1800           | Jean-Baptiste Aubarbier            |                               | Commerçant-tanneur                                              |
| 1800         | 1808           | Léonard Laudonie Jouffre de Lafaye |                               | Juge de paix à Thenon                                           |
| 1808         | 1831           | Gabriel Vidal-Lestang              |                               | Juge de paix à Thenon                                           |
| 1831         | 1833           | René-Philibert Jacques Bonnet      |                               | Notaire au bourg                                                |
| 1833         | 1843           | Jean Festugière                    |                               | Propriétaire aux Michauds                                       |
| 1843         | 1848           | Gabriel Vidal-Lestang              |                               | Juge de paix Conseiller général du canton de Thenon (1848-1861) |
| 1848         | 1870           | Joseph Verdier                     | Républicain puis bonapartiste | Médecin au bourg                                                |
| 1870         | 1871           | Pierre Jouanaud                    | Républicain                   | Notaire au bourg                                                |
| 1871         | 1887           | Eugène-Jules Brachet               | Républicain de droite         | Commerçant à Périgueux                                          |
| 1887         | 1888           | Louis-Armand Buisson               | Républicain de droite         | Avoué à Périgueux                                               |
| 1888         | 1904           | Eugène-Jules Brachet               | Union républicaine            | Commerçant à Périgueux                                          |
| 1904         | 1927           | Jean Lacoste                       | Radical socialiste            | Négociant au bourg                                              |
| 1927         | 1941           | René Grézel                        | Radical socialiste            | Négociant au bourg Ancien instituteur                           |
| octobre 1941 | septembre 1944 | Alfred Brachet                     | Républicain de droite         | Maire délégué par Vichy Commerçant à Périgueux                  |
| 1944         | 1953           | René Grézel                        | Radical socialiste            | Retraité au bourg                                               |
| 1953         | 1976 (décès)   | Hubert Laguionie                   | DVG                           | Agriculteur à Rosas                                             |
| juin 1976    | mars 1977      | André Cheyrou                      | SE                            | Retraité agricole au bourg                                      |
| 1977         | 2001           | Jean-Guy Mespoulède                | DVG                           | Commerçant au bourg                                             |
| mars 2001    | mai 2020       | Camille Bernard Géraud             | SE                            | Retraité des Charbonnages de France                             |
| mai 2020     | En cours       | Patrick Delaugeas                  |                               | Retraité SNCF                                                   |

## Équipements et services publics

### Justice
En 2023, dans le domaine judiciaire, Sainte-Orse relève : 
- du tribunal judiciaire, du tribunal pour enfants, du conseil de prud'hommes et du tribunal de commerce de Périgueux ;
- du pôle Nationalité du tribunal judiciaire de Périgueux (compétent uniquement dans le domaine de la nationalité) ;
- de la cour d'appel, du tribunal administratif et de la  cour administrative d'appel de Bordeaux.

## Population et société

### Démographie
L'évolution du nombre d'habitants est connue à travers les recensements de la population effectués dans la commune depuis 1793. Pour les communes de moins de 10 000 habitants, une enquête de recensement portant sur toute la population est réalisée tous les cinq ans, les populations de référence des années intermédiaires étant quant à elles estimées par interpolation ou extrapolation. Pour la commune, le premier recensement exhaustif entrant dans le cadre du nouveau dispositif a été réalisé en 2005.

En 2022, la commune comptait 349 habitants, en évolution de −3,06 % par rapport à 2016 (Dordogne : +0,37 %, France hors Mayotte : +2,11 %).
| 1793  | 1800 | 1806  | 1821  | 1831  | 1836  | 1841  | 1846  | 1851  |
| ----- | ---- | ----- | ----- | ----- | ----- | ----- | ----- | ----- |
| 1 130 | 998  | 1 048 | 1 093 | 1 236 | 1 243 | 1 262 | 1 320 | 1 400 |

| 1856  | 1861  | 1866  | 1872  | 1876  | 1881  | 1886  | 1891  | 1896  |
| ----- | ----- | ----- | ----- | ----- | ----- | ----- | ----- | ----- |
| 1 394 | 1 387 | 1 262 | 1 198 | 1 241 | 1 195 | 1 152 | 1 099 | 1 043 |

| 1901 | 1906 | 1911 | 1921 | 1926 | 1931 | 1936 | 1946 | 1954 |
| ---- | ---- | ---- | ---- | ---- | ---- | ---- | ---- | ---- |
| 972  | 929  | 899  | 834  | 783  | 744  | 735  | 675  | 562  |

| 1962 | 1968 | 1975 | 1982 | 1990 | 1999 | 2005 | 2006 | 2010 |
| ---- | ---- | ---- | ---- | ---- | ---- | ---- | ---- | ---- |
| 527  | 486  | 460  | 404  | 372  | 358  | 359  | 366  | 386  |

| 2015 | 2020 | 2022 | - | - | - | - | - | - |
| ---- | ---- | ---- | - | - | - | - | - | - |
| 362  | 351  | 349  | - | - | - | - | - | - |

### Manifestations culturelles et festivités
Fête votive lors d'un week-end au mois d'août.

## Économie

### Emploi
En 2015, parmi la population communale comprise entre 15 et 64 ans, les actifs représentent 162 personnes, soit 44,8 % de la population municipale. Le nombre de chômeurs (quinze) a légèrement augmenté par rapport à 2010 (quatorze) et le taux de chômage de cette population active s'établit à 9,3 %.

### Établissements
Au 31 décembre 2015, la commune compte quarante-six établissements, dont vingt au niveau des commerces, transports ou services, onze dans l'agriculture, la sylviculture ou la pêche, neuf dans la construction, quatre relatifs au secteur administratif, à l'enseignement, à la santé ou à l'action sociale, et deux dans l'industrie.

## Culture locale et patrimoine

### Lieux et monuments
- Église Saint-Ours, romane des XIe et XIIe siècles, avec un clocher-mur restauré fin du XIXe siècle, est dédiée à Saint Germain l'Auxerrois. Des peintures bicolores à forme géométrique (rosaces) ornent la coupole du chœur, des litres funéraires aux blasons des Fanlac, Hautefort et Faubournet de Montferrand parcourent les murs de la nef et des vitraux du XIXe siècle garnissent les fenêtres ogivales.

Elle est inscrite au titre des monuments historiques depuis 1970. Plusieurs sarcophages mérovingiens sont exposés sur les côtés, provenant d'une nécropole antérieure à la construction de l'église ainsi qu'un calvaire au Christ archaïque en fonte surmonté d'une couronne (aile sud).
Elle renferme un bénitier monolithe daté de 1738, classé au titre des monuments historiques et des fonts baptismaux du XIXe siècle.
Elle recèle deux horloges anciennes dont une en état de marche, restaurées par l'association Sainte-Orse Mémoire et Patrimoine (SOMP).
L'église a conservé une relique de saint Jean-Paul II, envoyée en mai 2011 par le Saint-Siège mais volée depuis. C'était un morceau de la ceinture de l'ancien Souverain pontife. Elle fut scellée dans le nouveau baptistère-reliquaire de la crypte du Xe siècle, à voûte en cul-de-four.
- Château de Sainte-Orse, XVe et XVIe siècles[62],[63].
- Château (ou gentilhommière) de La Salle, XVIIIe siècle, transformée en école et salle des fêtes.
- Manoir de La Faye, XVIIIe siècle où fut célébré le mariage d 'Elisabeth Jouffre de Lafaye avec Robert Bugeaud, futur Maréchal de France le 31 mars 1818.
- Repaire de Peyrebrune maison natale de la femme de lettres Georges de Peyrebrune (1841-1917)
- Nombreux mégalithes sur le territoire communal : autel de sacrifice de Peyrebrune en minerai de fer (d'où son nom), pierres plantées des Châtenets et des Vieux Clos, pieds ou pas de Juif Errant vestiges probables de bornes ou repères moyenâgeux sur les chemins de pèlerinage.

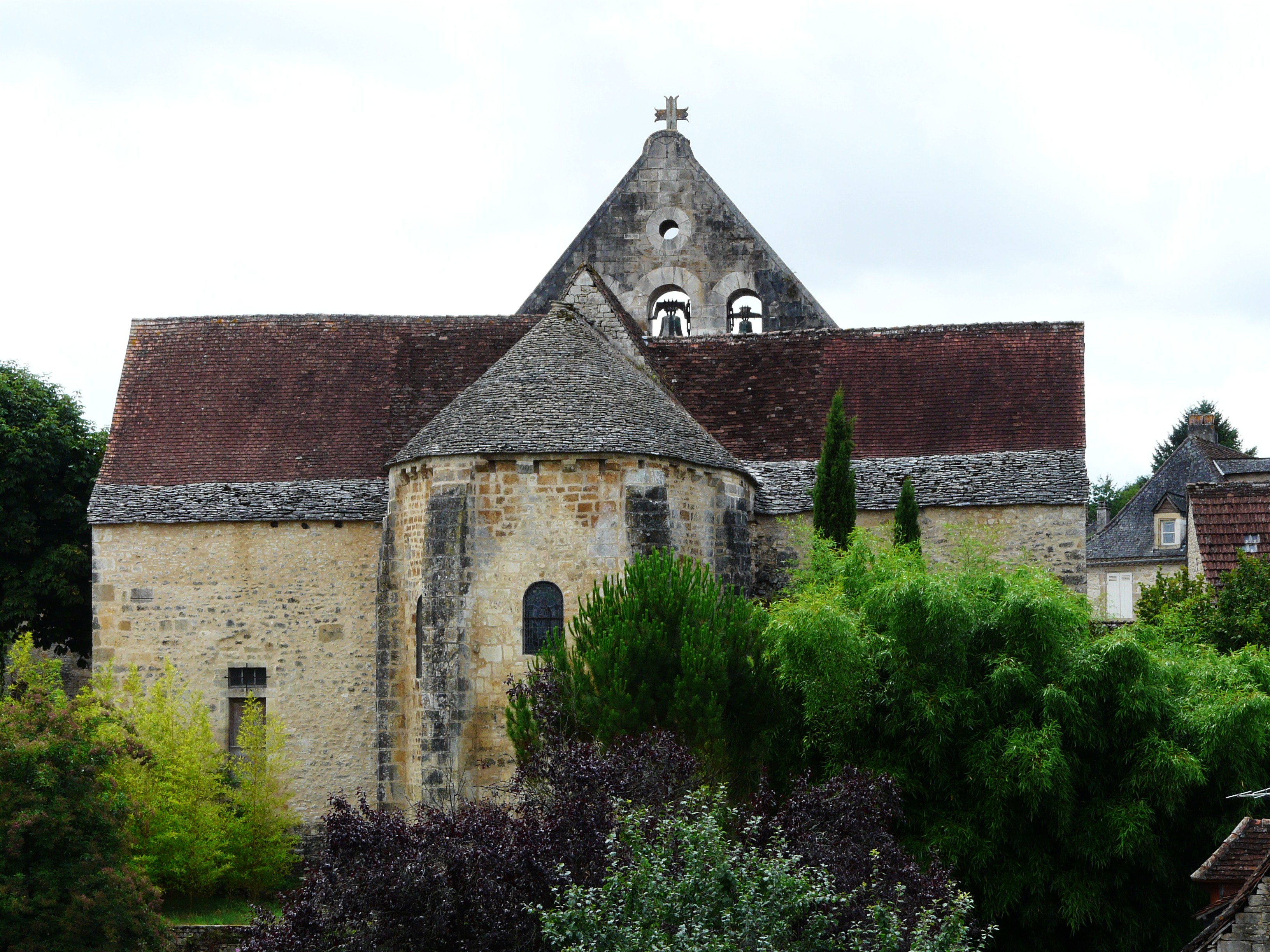
Le chevet de l'église.
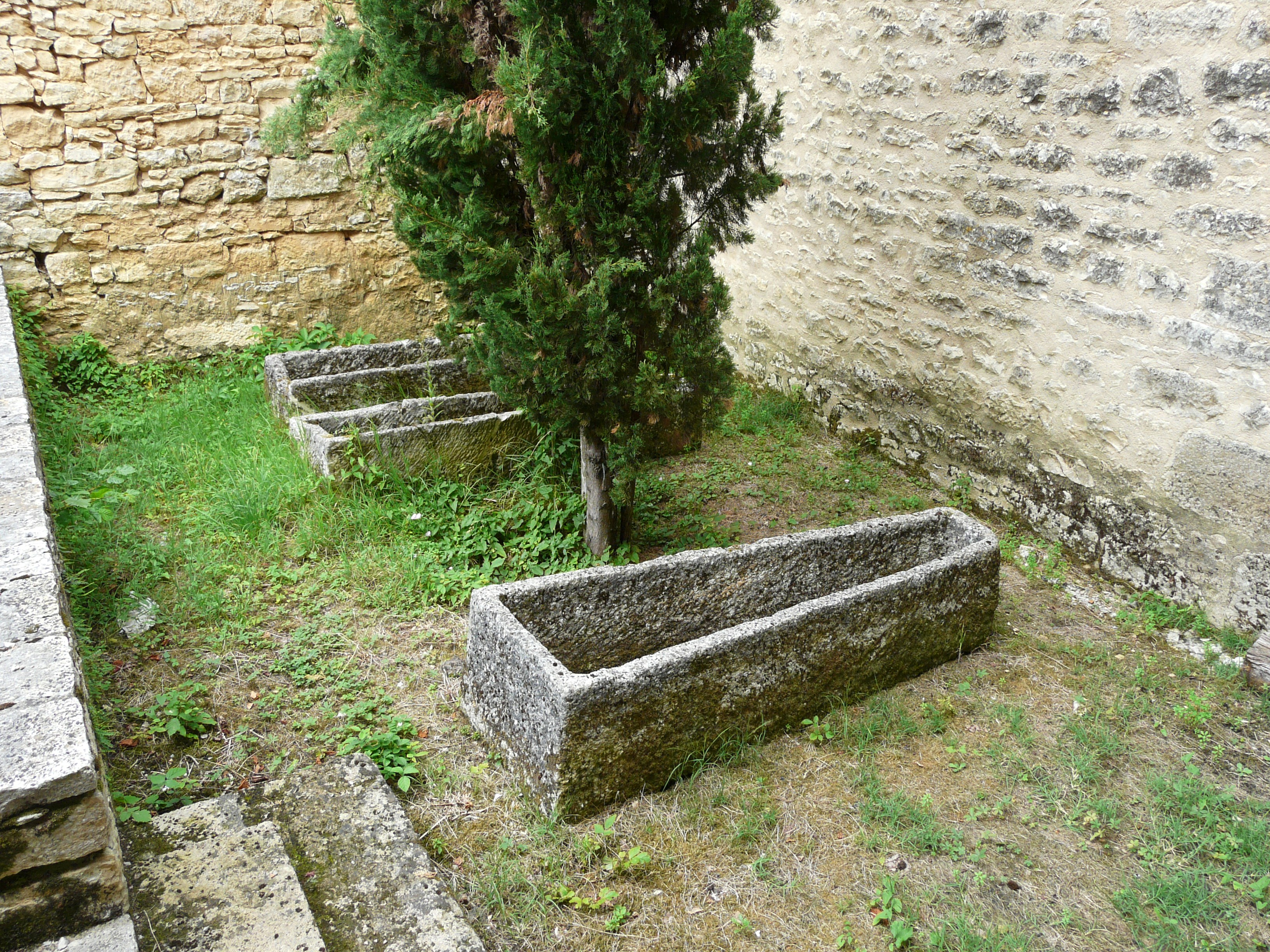
Trois sarcophages mérovingiens devant l'église.
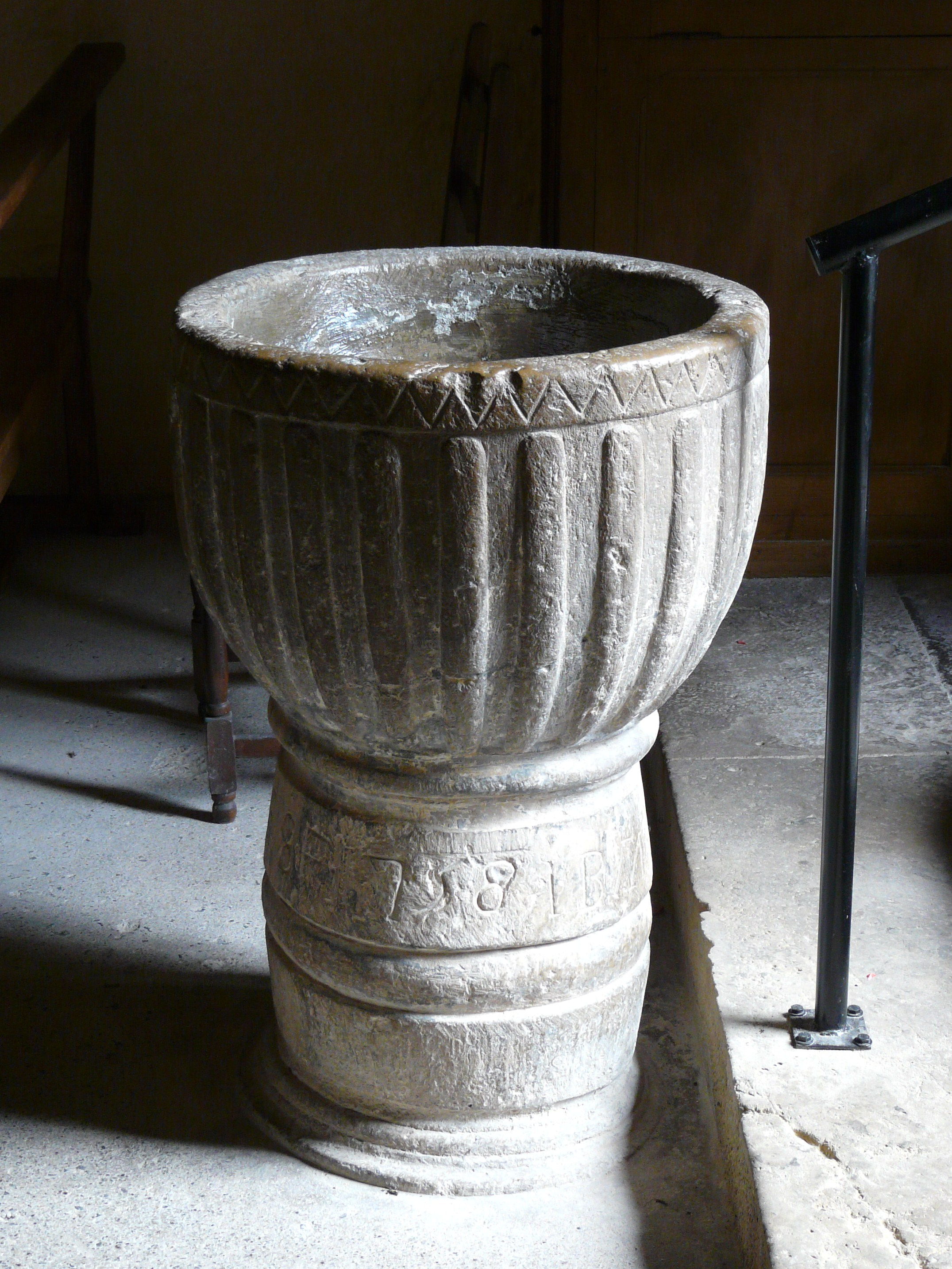
Bénitier datant de 1738.
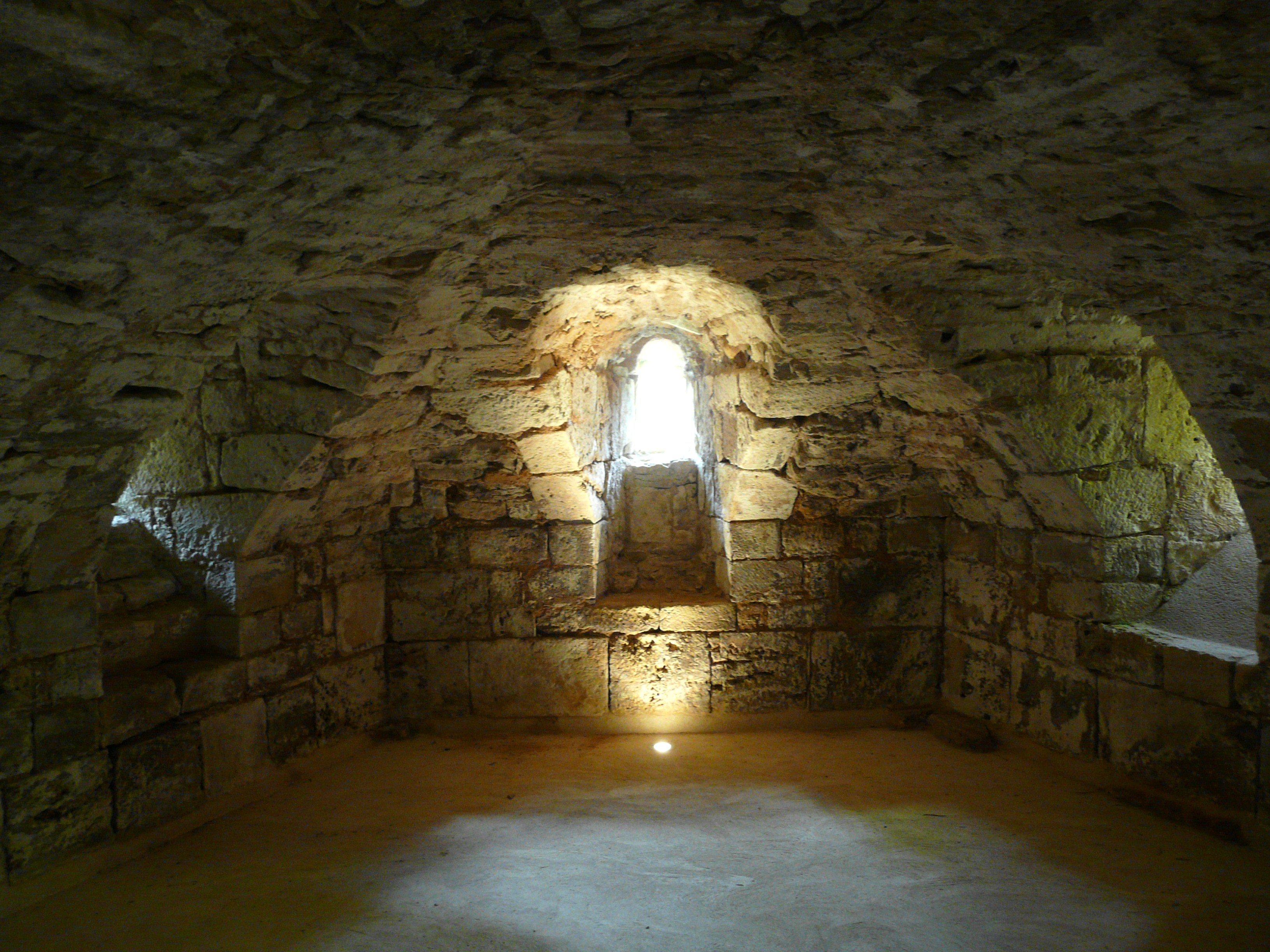
La crypte de l'église.
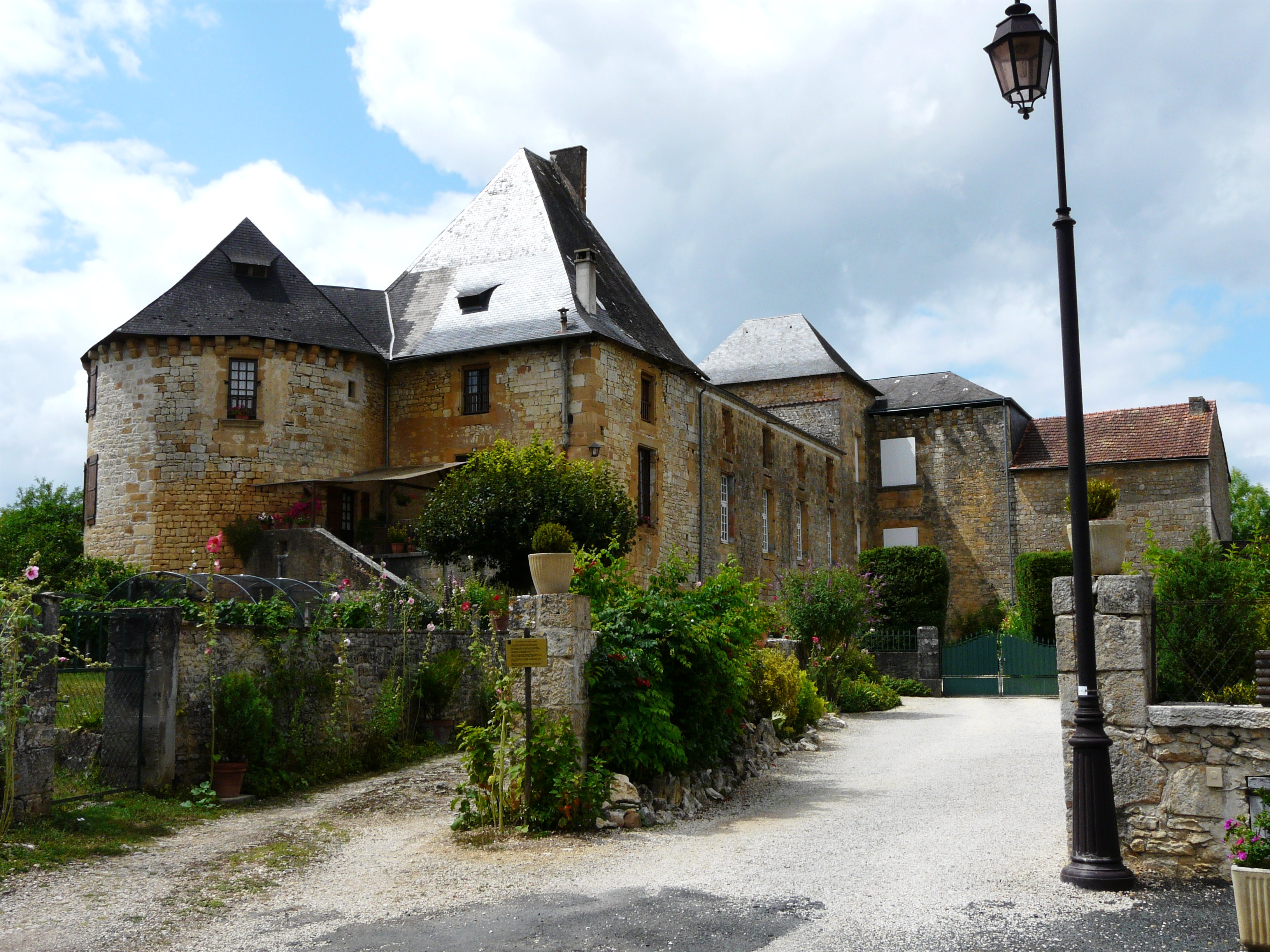
Le château de Sainte-Orse.
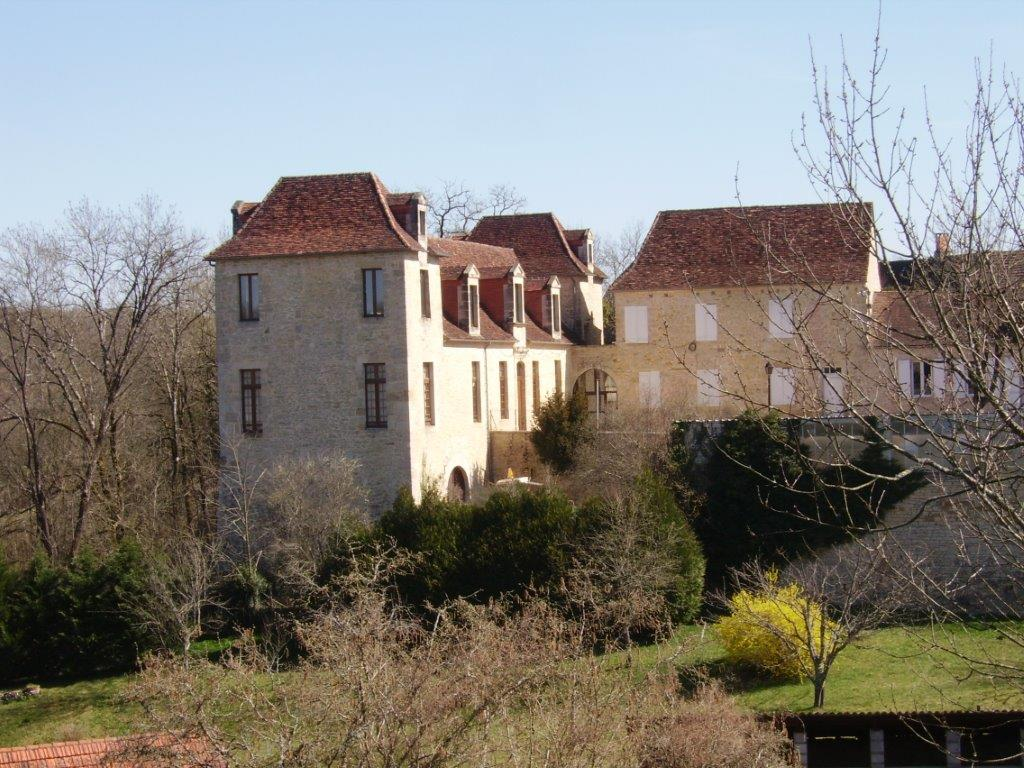
La gentilhommière de La Salle, école.
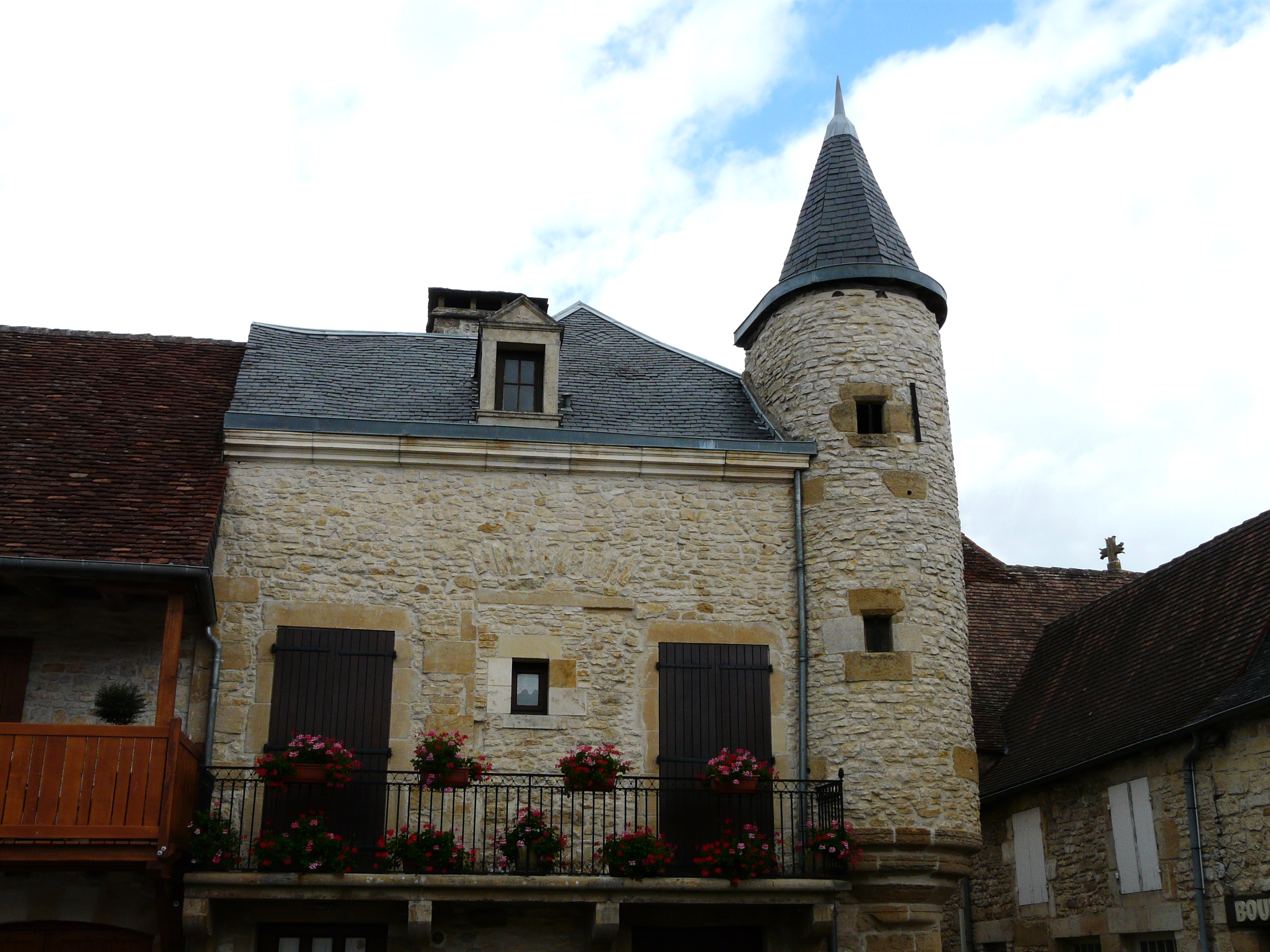
Maison à tourelle dans le village de Sainte-Orse.

### Personnalités liées à la commune
- Elisabeth Jouffre de Lafaye (1799-1874)
- George de Peyrebrune, (1841-1917), femme de lettres, est née à Sainte-Orse.
- Marguerite Bonnet, résistante et déportée (1896-1968)
- Jean Bousquet, résistant fusillé (1886-1944)

## Pour approfondir